# Oscillazione di Chandler
L'Oscillazione di Chandler o Chandler wobble è una piccola deviazione dell'asse di rotazione terrestre relativamente alla Terra stessa che fu messo in evidenza dall'astronomo statunitense Seth Carlo Chandler nel 1891. Tale fenomeno incide di circa 9 metri sul punto in cui l'asse interseca la superficie terrestre ed ha un periodo di 433 giorni. Questa oscillazione, che è una nutazione, si combina con un altro movimento analogo con periodo di un anno, così che la polodia totale vari con un periodo di circa sette anni.
L'oscillazione di Chandler è un esempio del tipo di moto che può subire un oggetto ruotante su se stesso di forma non sferica, e cioè una nutazione libera. La direzione dell'asse di rotazione terrestre viene modificata anche da altri moti di periodo differente, detti anch'essi nutazioni, ma causati dalla forza di marea della Luna e del Sole ma anche dal moto di precessione degli equinozi.

## Predizioni
L'esistenza della nutazione libera della Terra fu già intuita da Isaac Newton nei Corollari 20-22 della Proposizione 66 nel primo libro dei Philosophiae Naturalis Principia Mathematica e da Leonhard Euler nel 1755 all'interno dei suoi studi sulla dinamica degli oggetti rotanti. Basandosi sulla ben nota ellitticità della Terra, Eulero predisse che essa avrebbe avuto un periodo di 305 giorni. Diversi astronomi cercarono moti di tale periodo, senza tuttavia avere successo. L'idea di Chandler fu quella di indagare su periodi diversi, e una volta che il moto fu individuato, la differenza tra il periodo reale e quello teorizzato da Eulero fu spiegata da Simon Newcomb come effetto della non rigidità della Terra. La derivazione completa del periodo corretto si rifà inoltre alla fluidità del nucleo terrestre e degli oceani. In effetti, l'oscillazione di Chandler produce una lievissima marea oceanica di circa 6 mm, detta marea polare, che è l'unica marea non causata da corpi extraterrestri. Malgrado la piccola ampiezza, la marea polare può essere facilmente misurata da un gravimetro superconduttore.

## Tentativi di misura
L'International Latitude Observatory fu fondato nel 1899 per misurare l'oscillazione; incidentalmente, l'oscillazione stessa è anche detta variazione di latitudine. Quest'osservatorio fornì i dati sull'oscillazione di Chandler e su quella annuale per gran parte del Novecento, per quanto essi fossero sorpassati da altri metodi di misura. Il monitoraggio della polodia è ora affidato all'International Earth Rotation Service.
L'ampiezza dell'oscillazione è notevolmente variata a partire dalla sua scoperta, raggiungendo la massima importanza nel 1910 e fluttuando sensibilmente nei decenni. Per quanto l'oscillazione possa essere mantenuta in vita dai cambiamenti nella distribuzione della massa o del momento angolare del nucleo esterno della Terra, dell'atmosfera, degli oceani o della crosta (a causa dei terremoti), per lungo tempo la vera causa non fu chiara, poiché nessun movimento noto poteva essere coerente con il Chandler wobble.

## Teorie
Una promettente teoria per l'oscillazione di Chandler fu proposta nel 2001 da Richard Gross al Jet Propulsion Laboratory del California Institute of Technology. Utilizzando modelli di momento angolare dell'atmosfera e degli oceani in una simulazione a computer mostrò che tra il 1985 e il 1996 il Chandler wobble fu causato da una combinazione di processi atmosferici ed oceanici, e scoprì essere il fenomeno dominante la fluttuazione della pressione sul fondale oceanico. Gross infatti trovò che i due terzi dell'oscillazione è causata da tale fluttuazione che, a sua volta, ha origine delle correnti oceaniche causate da variazioni di temperatura, salinità e vento. La parte rimanente è invece dovuta ad effetti atmosferici.